# سفيان بن وهب الخولاني
سفيان بن وهب الخولاني (نحو 15 ق هـ - 82 هـ / 607م - 702م): صحابي، أمير، وقائد عسكري عربي مسلم. وفد على النبي في السنة العاشرة للهجرة، وشهد معه حجة الوداع، وله ثلاثة أحاديث عن الرسول.شهد فتوح الشام في خلافة عمر بن الخطاب،وحضر مع عمر الجابية بالشام.وقد عثر على نقش له في تبوك شمال الجزيرة العربية، يقول فيه: «أنا سفيان بن وهب، أوصي ببر الله والرحم.».
شارك سفيان وقومه خولان في فتح مصر مع عمرو بن العاص، وقال في فتحها: «افتتحنا مصر مع عمرو بن العاص عنوة»، ومن أخباره مع عمرو بن العاص، قال: «بينما نحن نسير مع عمرو بن العاص في سفح هذا الجبل ومعنا المقوقس، فقال له عمرو: يا مقوقس ما بال جبلكم هذا أقرع ليس عليه نبات ولا شجر على نحو بلاد الشام؟ فقال: لا أدري، ولكنّ الله أغنى أهله بهذا النيل عن ذلك».سكن الخولاني مصر وبقى فيها حتى ولاه مسلمة بن مخلد الأنصاري أميرا لغزو إفريقية سنة 60 هـ، قال محمد بن سحنون في تاريخه: «سفيان بن وهب غزا إفريقية سنة ستين». ولما انساح سفيان من غزو إفريقية، دخل القيروان في إمارة أبو المهاجر دينار، ومكث مدة لدى أبو مهاجر، يمضي بين الكتاتيب ويعلمهم دينهم، ومما يتصل بذلك قال غياث بن أَبي شبيب: «كان سفيان بن وهب صاحب رسول الله ﷺ يمر بنا ونحن غلمة بالقيروان فيسلم علينا، ونحن في الكتاب، وعليه عمامة قد أرخاها من خلفه».
وفي ولاية عبد العزيز بن مروان بعثه في طلائع غزو إفريقية سنة 74 هـ مع حسان بن النعمان، وفي ذلك قال خليفة بن خياط: «في سنة أربع وسبعين هبط عبد العزيز بن مروان إلى الإسكندرية...وفيها أطلع سفيان بن وهب إلى افريقية، فبلغ»، ولما أتم المهمة عاد إلى مصر. وفي سنة 78 هـ بعثه ابن مروان مرة أخرى وهو شيخا كبيرا في مدد جيش مصر إلى برقة لمعاونة حسان بن النعمان، قال ابن يونس المصري:« سفيان بن وهب الخولاني: يكنى أبا أيمن. وفد على النبي صلى الله عليه وسلم، وشهد فتح مصر، وبقى حتى ولى الإمارة لعبد العزيز بن مروان على بعث (الطالعة) إلى إفريقية سنة ثمان وسبعين».
عاد الخولاني إلى مصر، وكان قد بلغ من العمر عتيا، وتوفى بها في ولاية عبد العزيز بن مروان. وهو من معمري الصحابة، وأرخ ابن يونس المصري وفاته سنة 82 هـ، وفي مزاعم المسبحي توفى سنة 91 هـ،وكان سفيان في آخر حياته شيخا مسنا لا يقوى على المشي، فكان يحمل، ومما يتصل بذلك قال ابن عساكر:«سعيد بن أبي شمر السبائي قال سمعت سفيان بن وهب الخولاني يقول سمعت رسول الله ﷺ يقول لا تأتي المائة وعلى ظهرها أحد باقي. قال فحدثت به عبد الرحمن بن حجيرة، فقام فدخل على عبد العزيز بن مروان فحدثه، فحمل سفيان محمولا وهو شيخ كبير، فسأله عبد العزيز؟ فحدثه».

## إسلامه
وفد سفيان على الرسول في شعبان سنة 10 للهجرة في وفود قومه خولان وهم عشرة رجال، وفي ذلك قال الواقدي:« قدم وفد خولان، وهم عشرة نفر، في شعبان سنة عشر فقالوا: يا رسول الله نحن مؤمنون بالله ومصدقون برسوله، ونحن على من وراءنا من قومنا، وقد ضربنا إليك آباط الإبل، فقال رسول الله ﷺ، ما فعل عم أنس؟ صنم لهم، قالوا: بشر وعر، أبدلنا الله به ما جئت به، ولو قد رجعنا إليه هدمناه، وسألوا رسول الله ﷺ عن أشياء من أمر دينهم، فجعل يخبرهم بها وأمر من يعلمهم القرآن والسنن، وأنزلوا دار رملة بنت الحارث، وأمر بضيافة فأجريت عليهم، ثم جاؤوا بعد أيام يودعونه فأمر لهم بجوائز اثنتي عشرة أوقية ونش، ورجعوا إلى قومهم فلم يحلوا عقدة حتى هدموا عم أنس، وحرموا ما حرم عليهم رسول الله ﷺ، وأحلوا ما أحل لهم».
وبعد أيام قرر وفد خولان العودة إلى اليمن بعد أن أجازهم النبي وأهداهم اثنتي عشرة أوقية ونش، قال الواقدي:«سألوا رسول الله ﷺ عن أشياء من أمر دينهم، فجعل يخبرهم بها وأمر من يعلمهم القرآن والسنن، وأنزلوا دار رملة بنت الحارث، وأمر بضيافة فأجريت عليهم، ثم جاؤوا بعد أيام يودعونه فأمر لهم بجوائز اثنتي عشرة أوقية ونش، ورجعوا إلى قومهم».أما سفيان الخولاني فبقى في المدينة المنورة، وصاحب الرسول نحو ثلاثة أشهر من أواخر شهر شعبان إلى مطلع ذي الحجة، فتعلم أحكام الإسلام وفرائض الدين من الرسول وأصحابه، ثم حج معه حجة الوداع،وفي ذلك يقول: «كنت تَحْتَ ظِلِّ رَاحِلَةِ رَسُول اللَّهِ ﷺ يَوْمَ حَجَّةِ الْوَدَاعِ، فقَالَ رَسُول اللَّهِ ﷺ: رَوْحَةٌ فِي سَبِيلِ اللَّهِ خَيْرٌ مِنَ الدُّنْيَا وَمَا عَلَيْهَا، وَغَدْوَةٌ فِي سَبِيلِ اللَّهِ خَيْرٌ مِنَ الدُّنْيَا وَمَا عَلَيْهَا، وَإِنَّ الْمُؤْمِنَ عَلَى الْمُؤْمِنِ: عِرْضَهُ، وَمَالَهُ، وَنَفْسَهُ حَرَامٌ، كَمَا حَرُمَ هَذَا الْيَوْمُ ».